# Michelangelo Vella
Pour les articles homonymes, voir Vella.
Michelangelo Vella (Senglea, 7 novembre 1710 – Cospicua, 25 décembre 1792) est un compositeur, organiste et pédagogue maltais.

## Biographie
Né à Senglea en 1710 dans une famille aisée de marchands ayant des intérêts maritimes, Michelangelo a quitté Malte le 14 juillet 1730 et est allé étudier au Conservatoire de la Pietà dei Turchini à Naples, où il est entré le 4 septembre 1730.
À l'école napolitaine il a reçu une formation musicale dirigée par Nicola Fago, Andra Basso et Leonardo Leo.
Ordonné prêtre à Naples le 18 décembre 1733, en 1738 il est retourné à Malte. Tout en continuant sa carrière ecclésiastique en tant que prêtre, il a mené les activités de professeur de musique, d'organiste et de chef de chœur. Parmi ses, élèves on trouve Francesco Azopardi (en), Giuseppe Burlon, Antonrio Freri, Nicolò Isouard e Salvatore Magrin.
Malte était dirigée alors par l'Ordre de Saint-Jean de Jérusalem, et l'île a toujours maintenu une vie religieuse intense, avec une présence significative de la musique dans la liturgie. Malheureusement le retour de Michelangelo Vella a coïncidé avec un décret selon lequel la musique utilisée dans la liturgie devait être délibérément simple et courte, avec la conséquence évidente que les qualités de compositeur de Vella n'ont jamais pu s'exprimer pleinement.
Il est mort à Cospicua le 25 décembre 1792.

## Œuvres

### Œuvres sacrées
- Sancta et Immacolata Virginitatas (motet per 3 voci con basso, 1763)
- Miserere per 4 voci con basso (1765)
- Christus factus est per 4 voci con basso
- Dies irae per 4 voci e organo
- Libera me per 4 voci con organo e basso
- Litanie per 4 voci, 2 violini e altri strumenti
- Salve sancta parens per 4 voci e basso continuo
- Stabat Mater

### Autres œuvres vocales
- La virtù trionfante (serenata, 1741)
- Cantata per maggio (1746)
- Gloria mundi (1746)
- Gli applausi della fama (serenata, 1758)

### Œuvres instrumentales
- 6 sonate per 3 violini e basso, op. 1 (1768) Edited by Richard Divall.
- 24 Sonate per 3 flauti traversi senza basso, Edited by Richard Divall. Lyrebird Press. Melbourne/Paris 2009-2014

## Source de la traduction
- (it) Cet article est partiellement ou en totalité issu de l’article de Wikipédia en italien intitulé « Michelangelo Vella » (voir la liste des auteurs).